# Pelham (Ontario)

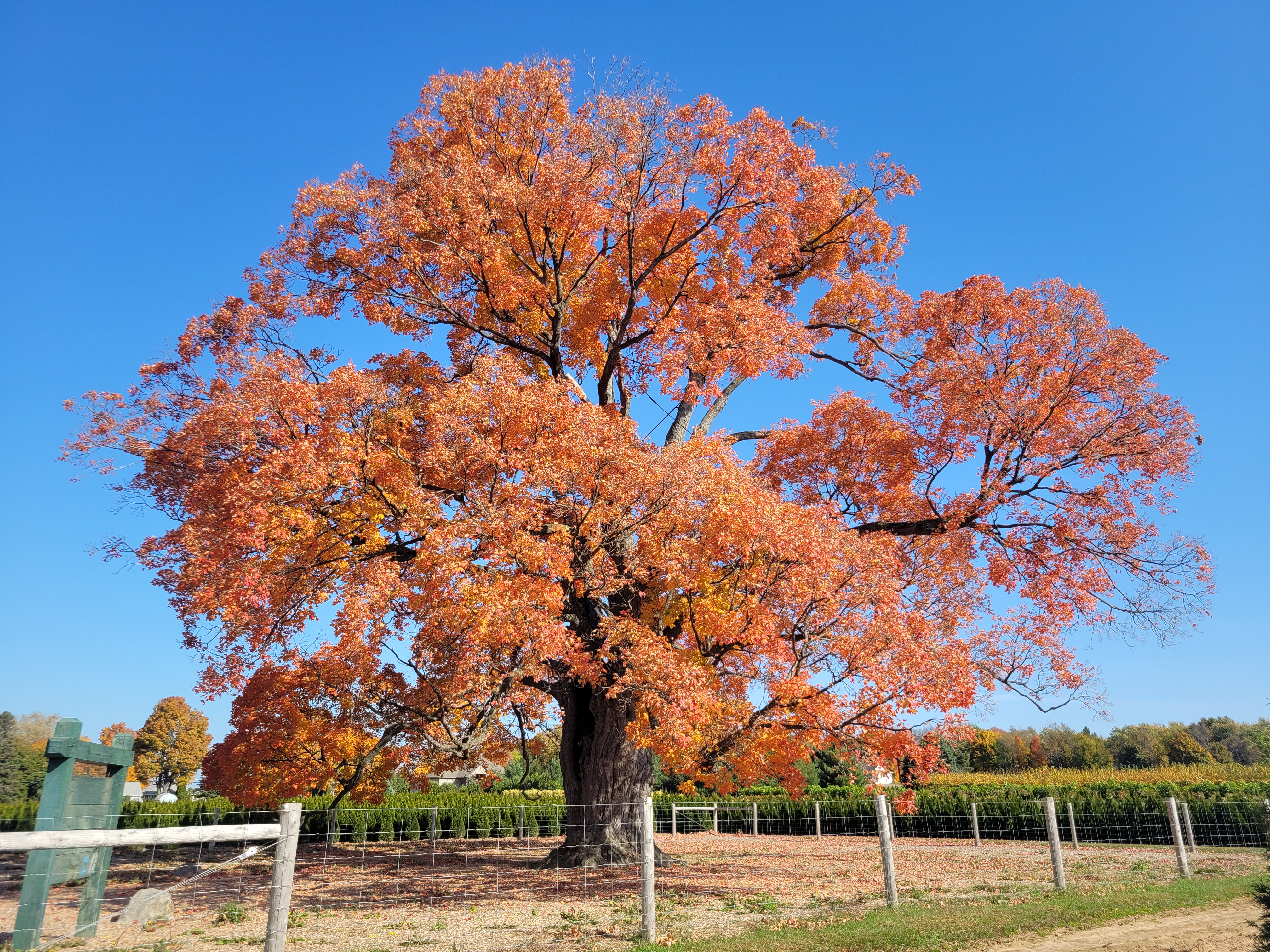
Érable à sucre, Pelham (Ontario)

Pelham est une ville située au centre de la région de Niagara dans le sud de l'Ontario, au Canada. Sa population est de 17 110 habitants lors du recensement de 2016.
La limite sud de la ville est formée par la rivière Welland, une voie navigable sinueuse qui se jette dans la rivière Niagara. La ville est limitée à l'ouest par le canton de West Lincoln, à l'est par les villes de Welland et de Thorold, et au nord par les villes de Saint Catharines et de Lincoln. Le secteur de North Pelham contient les pittoresques Short Hills. Deux ruisseaux importants prennent leur source dans Pelham : Coyle Creek, qui coule vers le sud jusqu'à la rivière Welland, et Twelve Mile creek, un ruisseau alimenté par une source qui coule vers le nord jusqu'au lac Ontario.

## Histoire
Le canton de Pelham faisait partie du comté historique de Welland (en) depuis la fin des années 1780. La ville de Pelham tire son nom du canton, que John Graves Simcoe a nommé dans les années 1790. Au début, les cantons n'étaient que numérotés et non nommés, Simcoe adopte donc des noms provenant des noms de cantons d'Angleterre. Pelham a été nommée en l'honneur du Pelham Manor, le manoir familial du premier propriétaire terrien du comté de Westchester dans l'État de New York, Joshua Pell. Celui-ci a été perdu par les loyalistes Pells pendant la Révolution américaine (Pell s'est d'abord exilé en Nouvelle-Écosse en 1783, avant d'obtenir plus tard des terres dans la région de Niagara après un appel direct à George III.)
En 1922, le village de Fonthill est devenu une municipalité distincte en demandant des terres au canton de Pelham et au canton de Thorold. Quant à elle, la ville de Pelham, dans sa forme actuelle, est fondée en 1970.

## Administration
La ville est divisée en trois quartiers, dont les électeurs de chacun élisent deux conseillers municipaux pour une période de quatre ans. Le maire est élu séparément, il siège au Conseil de la région de Niagara et depuis 2006, siège aussi pendant quatre ans. Depuis 2003, un conseiller excédentaire est également élu afin de représenter la ville au Conseil de la région de Niagara. Le tableau suivant présente les différentes personnes ayant occupé la fonction de maire de la ville.
| Mandat    | Titulaire        |
| --------- | ---------------- |
| 1970-1976 | Harold Noir      |
| 1976-1978 | John Weldon      |
| 1978-1988 | Éric Bergenstein |
| 1988-1994 | Marty Collins    |
| 1994-2003 | Ralph Beamer     |
| 2003-2006 | Ron Leavens      |
| 2006-2018 | Dave Augustin    |
| 2018-2022 | Marvin Junkin    |

## Démographie
Le tableau suivant présente l'évolution de la population de la ville de Pelham en fonction des recensements canadiens.
| 1971  | 1981   | 1991   | 2001   | 2006   | 2011   | 2016   | 2021 |
| ----- | ------ | ------ | ------ | ------ | ------ | ------ | ---- |
| 9 997 | 11 104 | 13 328 | 15 272 | 16 155 | 16 598 | 17 110 | -    |

## Climat
La ville a un climat continental humide d'été chaud, soit Dfb selon la classification de Köppen, en raison notamment de l'absence d'îlots de chaleur urbain dans les environs qui occasionneraient un réchauffement éolien et des températures, tel ce qui est observé dans des villes de latitudes égales ou plus au nord comme Hamilton ou Niagara Falls (zone Dfa).

## Localités
Pelham compte plusieurs localités et hameaux, lesquels sont listés ci-dessous :
- Effingham
- Fenwick
- Fonthill
- Pelham Nord
- Centre Pelham
- Coins Pelham
- Ridgeville